# Психо 4: Почетак
Психо 4: Почетак (енгл. Psycho IV: The Beginning) је амерички телевизијски слешер филм из 1990. године режисера Мика Гариса, који је трећи наставак, а уједно и преднаставак филма Психо, Алфреда Хичкока, пошто укључује догађаје након филма Психо 3, а уједно и приказује оне који су се одиграли пре оригиналног филма. Четврти је филм у истоименом серијалу.
У главној улози је Ентони Перкинс, који репризира своју улогу Нормана Бејтса (последњи пут пре своје смрти 1992. године), док су у осталим улогама Хенри Томас, Оливија Хаси и Си-Си-Ејч Паундер. Сценариста филма је био Џозеф Стефано, који је такође написао сценарио и за први филм. Музику за филм је компоновао Грем Ревел, док је музика Бернарда Хермана из оригиналног филма такође коришћена. Филм је премијерно приказан на каналу Шоутајм 10. новембра 1990. године, као део Психо ретроспективе коју је водила Џенет Ли.

## Радња
Норман Бејтс је пуштен из менталне болнице након вишегодишњег лечења и ожењен је младом медицинском сестром по имену Кони, са којом очекује дете. Међутим, Норман осећа велики страх да би дете могло да наследи менталну болест и упушта се под псеудонимом „Ед” у озбиљна истраживања како би то спречио.

## Улоге
| Глумац                             | Улога          |
| ---------------------------------- | -------------- |
| Ентони Перкинс Хенри Томас (млади) | Норман Бејтс   |
| Оливија Хаси                       | Норма Бејтс    |
| Си-Си-Ејч Паундер                  | Френ Амброуз   |
| Ворен Фрост                        | др Лео Ричмонд |
| Дона Мичел                         | Кони Бејтс     |
| Томас Шустер                       | Чет Рудолф     |
| Шарен Камил                        | Холи           |
| Боби Еворс                         | Глорија        |